# Saussey
|  | Per a altres significats, vegeu «Saussey (Costa d'Or)». |

Saussey és un municipi francès al departament de la Mànega (regió de Normandia). L'any 2007 tenia 503 habitants.

## Demografia

### Població
El 2007 la població de fet de Saussey era de 503 persones. Hi havia 192 famílies de les quals 44 eren unipersonals (16 homes vivint sols i 28 dones vivint soles), 68 parelles sense fills, 72 parelles amb fills i 8 famílies monoparentals amb fills.
La població ha evolucionat segons el següent gràfic:

### Habitatges
El 2007 hi havia 234 habitatges, 197 eren l'habitatge principal de la família, 28 eren segones residències i 10 estaven desocupats. 232 eren cases i 1 era un apartament. Dels 197 habitatges principals, 176 estaven ocupats pels seus propietaris, 19 estaven llogats i ocupats pels llogaters i 2 estaven cedits a títol gratuït; 10 tenien dues cambres, 26 en tenien tres, 48 en tenien quatre i 112 en tenien cinc o més. 169 habitatges disposaven pel capbaix d'una plaça de pàrquing. A 70 habitatges hi havia un automòbil i a 112 n'hi havia dos o més.

### Piràmide de població
La piràmide de població per edats i sexe el 2009 era:
| Homes | Edats   | Dones |
| ----- | ------- | ----- |
| 0     | 95 o +  | 0     |
| 0     | 90 a 94 | 0     |
| 4     | 85 a 89 | 4     |
| 0     | 80 a 84 | 8     |
| 0     | 75 a 79 | 8     |
| 12    | 70 a 74 | 16    |
| 8     | 65 a 69 | 8     |
| 8     | 60 a 64 | 12    |
| 12    | 55 a 59 | 16    |
| 4     | 50 a 54 | 12    |
| 24    | 45 a 49 | 16    |
| 20    | 40 a 44 | 20    |
| 24    | 35 a 39 | 20    |
| 24    | 30 a 34 | 28    |
| 16    | 25 a 29 | 20    |
| 8     | 20 a 24 | 0     |
| 16    | 15 a 19 | 12    |
| 12    | 10 a 14 | 4     |
| 20    | 5 a 9   | 32    |
| 36    | 0 a 4   | 32    |

## Economia
El 2007 la població en edat de treballar era de 331 persones, 231 eren actives i 100 eren inactives. De les 231 persones actives 226 estaven ocupades (117 homes i 109 dones) i 5 estaven aturades (3 homes i 2 dones). De les 100 persones inactives 51 estaven jubilades, 29 estaven estudiant i 20 estaven classificades com a «altres inactius».

### Ingressos
El 2009 a Saussey hi havia 196 unitats fiscals que integraven 505,5 persones, la mediana anual d'ingressos fiscals per persona era de 17.403 €.

### Activitats econòmiques
Dels 14 establiments que hi havia el 2007, 1 era d'una empresa de fabricació d'altres productes industrials, 1 d'una empresa de construcció, 2 d'empreses de comerç i reparació d'automòbils, 2 d'empreses d'hostatgeria i restauració, 1 d'una empresa d'informació i comunicació, 1 d'una empresa immobiliària, 3 d'empreses de serveis i 3 d'empreses classificades com a «altres activitats de serveis».
L'any 2000 a Saussey hi havia 37 explotacions agrícoles que ocupaven un total de 372 hectàrees.

## Equipaments sanitaris i escolars
El 2009 hi havia una escola elemental integrada dins d'un grup escolar amb les comunes properes formant una escola dispersa.

## Poblacions properes
El següent diagrama mostra les poblacions més properes.